# アイドゥン・ポラッチュ
アイドゥン・ポラッチュ（Aydın Polatçı、1977年5月15日 - ）は、トルコのイスタンブール出身のレスリング選手。2004年アテネオリンピックレスリングフリースタイル120kg級の銅メダリストである。

## 実績
- オリンピック
  - 2004年アテネオリンピック 銅メダル
- 世界選手権
  - 優勝 2005年
  - 3位 2002年
- ヨーロッパ選手権
  - 優勝 1998、2004年
  - 2位 1999年